# Пищулинский сельсовет
Пищулинский сельсовет — сельское поселение в Елецком районе Липецкой области Российской Федерации.
Административный центр — деревня Хмелинец.

## История
Статус и границы сельского поселения установлены Законом Липецкой области от 23 сентября 2004 года № 126-ОЗ «Об установлении границ муниципальных образований Липецкой области»

## Население
| 2010  | 2012  | 2013  | 2014  | 2015  | 2016  | 2017  |
| ----- | ----- | ----- | ----- | ----- | ----- | ----- |
| 1799  | ↘1795 | ↗1810 | ↗1825 | ↘1795 | ↘1781 | ↗1808 |
| 2018  | 2021  |       |       |       |       |       |
| ↘1799 | ↗1918 |       |       |       |       |       |

## Состав сельского поселения
| № | Населённый пункт | Тип населённого пункта          | Население |
| - | ---------------- | ------------------------------- | --------- |
| 1 | Белевец          | деревня                         | 8         |
| 2 | Красный Октябрь  | посёлок                         | 15        |
| 3 | Пищулино         | село                            | 27        |
| 4 | Рогатово         | село                            | 29        |
| 5 | Сазыкино         | деревня                         | ↘30       |
| 6 | Телегино         | железнодорожная станция         | 481       |
| 7 | Хмелинец         | деревня, административный центр | 1209      |